# Euparyphasma
Euparyphasma is een geslacht van vlinders van de familie eenstaartjes (Drepanidae), uit de onderfamilie Thyatirinae.

## Soorten
- E. albibasis (Hampson, 1893)
- E. cinereofusca (Houlbert, 1921)
- E. maxima (Leech, 1888)
- E. obscura (Sick, 1941)